# La isla (telenovela de Puerto Rico)

La isla fue una telenovela de Puerto Rico grabada en el año 1987, basada en una adaptación libre de una novela original de Agatha Christie titulada Diez negritos, siendo una producción de MECA: Ángela Meyer y Camille Carrión, bajo la dirección de Martín Clutet y escrita por el argentino Jorge Cavanet. Contó con 110 capítulos con la participación con un elenco multiestelar. Con un tema interpretado por Ginamaría Hidalgo, cuyo título era Espuma y viento. 
Las escenas fueron grabadas por completo en escenarios naturales y en la mansión de Edgardo Díaz en Gurabo, Puerto Rico. Contaba una trama de tintes policíacos y asesinatos continuos provocando que piensen o sospechen de los protagonistas como los presuntos asesinos del crimen en la historia. La telenovela se estrenó el lunes 3 de agosto de 1987 en TeleOnce y se transmitía de lunes a viernes a las 19:00 horas.
Fue emitida en España 10 de octubre de 1990 y esta concluyó 20 de febrero de 1991. La telenovela tuvo una duración de 93 capítulos donde logró cierta aceptación en el horario matinal de las 10:00 horas.

## Trama
La novela abre con el personaje interpretado por Ruth Fernández, quien es asesinada el día de su cumpleaños, por lo tanto nadie puede abandonar la isla hasta que se resuelva el caso, mientras la investigación avanza el asesino sigue haciendo de las suyas tratando de ser el único heredero de la millonaria herencia de la familia Mendía. 
La telenovela tenía a Junior Álvarez, Luis Daniel Rivera, Elia Enid Cadilla, Claribel Medina, Pablo Alarcón, Pedro Orlando Torres, Rosaura Andreu, Marilyn Pupo, Luis Uribe , Giselle Blondet , Maribella García , Ángel Domenech, Linnette Torres, Nelly Jo Carmona, Carmen Belén Richardson, Jacobo Morales, Marisela Berti, Santiago García Ortega, Lucy Fabery, Sharon Riley, Jorge Nicolini, Cristina Soler, Margot Debén, madre de Ángela Meyer, Luis Lucio, Ramón Saldaña, entre otros, pero una de las actuaciones más sobresalientes es la de Gladys Rodríguez quien hace el papel de una escritora aparentemente inofensiva que al final se descubre que era cómplice del abogado y así ambos eran los asesinos con el objetivo de alzarse con la herencia. 
Si clasificamos a los actores por su nacionalidad tenemos que de Puerto Rico, por ejemplo, estaban Claribel Medina, Giselle Blondet, Gladys Rodríguez, Luis Daniel Rivera y Junior Álvarez. De México estaban Luis Uribe y Víctor Junco (En el papel del multimillonario excéntrico Vicente Mendía). De España estaba Ricardo Palmerola. También estaba Ulises Brenes. De Argentina, estaba Pablo Alarcón. Si clasificamos a los actores entre los asesinos y las víctimas, tenemos que los asesinos son Gladys Rodríguez, la "inofensiva" escritora de novelas policíacas y Luis Daniel Rivera, el abogado y albacea de la herencia. El resto son las víctimas.

## Elenco
| Actor                   | Personaje |
| ----------------------- | --- |
| Víctor Junco            | Vicente Mendía (El millonario excéntrico que muere en un atentado el día anterior a sus 79 cumpleaños)                                           |
| Gladys Rodríguez        | Laura (Nieta adoptiva de Vicente Mendía, era la asesina principal)                                                                               |
| Luis Daniel Rivera      | Ángel (El albacea de la familia y cómplice de los asesinatos de Laura, al final será asesinado por ella)                                         |
| Jacobo Morales          | Héctor (Declara que es el autor de los crímenes de Coral)                                                                                        |
| Marilyn Pupo            | Marcela (Es asesinada porque decide entregar el diario de don Vicente Mendía donde especificaba que una nieta adoptiva era el mismísimo Demonio) |
| Ricardo Palmerola       | Pepe, marido de Marcela. |
| Ruth Fernández          | La Bruja invitada a la fiesta, la primera víctima.                                                                                               |
| Axel Anderson           | El inspector (Con dolor descubre que Laura es la asesina, pues estaba enamorado de ella)                                                         |
| Giselle Blondet         | Elsa (Esposa de Daniel, no confía en él) |
| Pablo Alarcón           | Daniel (Esposo de Elsa, le es infiel) |
| Rosaura Andreu          | Amelia |
| Junior Álvarez          | Pablo |
| Claribel Medina         | Marta Mendía |
| Arturo Maly             | Mario Mendía, desea renunciar a su fortuna. |
| Cristina Soler          | Isabel Roca, actriz que es la amante de Pepe, el marido de Marcela, de ahí que sea impasible ante el asesinato de esta                           |
| Ángela Meyer            | Cristina Mendía (La amante de Ángel, el albacea y uno de los asesinos)                                                                           |
| Camille Carrión         | Psiquiatra |
| Ulises Brenes           | Amante de Cristina Mendía |
| Elia Enid Cadilla       | Miembro de la familia Mendía |
| Pedro Orlando Torres    | Detective |
| Luis Uribe              | Fabián es asesinado siendo atravesado por un arpón cayendo a la piscina.                                                                         |
| Maribella García        | Lydia Mendía, la esposa de Héctor, es asesinada con un abrecartas con el que le desfiguran la cara.                                              |
| Ángel Domenech          | |
| Linnette Torres         | Hija de Héctor y Lydia |
| Nelly Jo Carmona        | Criada |
| Carmen Belén Richardson | Michelle, la primera dama de Saint Mark |
| Marisela Berti          | |
| Santiago García Ortega  | Danny, el primer ministro de Saint Mark |
| Lucy Fabery             | Diosa, la cantante del cabaret |
| Margot Debén            | |
| Sharon Riley            | |
| Jorge Nicolini          | |
| Luis Lucio              | Leonardo, mayordomo alcohólico |
| Orlando Rodríguez       | |
| Rafael Enrique Saldaña  | |
| Magali Carrasquillo     | Rosa (La criada) |
| Lucho Cabrera           | Marido de Amelia |
| Rey Pascual             | |
| Nino Roger              | |
| Jorge Castillo          | Hijo de Héctor y Lydia |
| Xavier Serbiá           | |
| Sunshine Logroño        | Empleado del teatro de Pepe |
| Ramón Saldaña           | Ramírez (Gestiona la demanda de divorcio de los Castillo)                                                                                        |

## Emisión Internacional
España
Bolivia

## Equipo Técnico
- Guión Original - Jorge Cavanet.
- Dirección - Martín Clutet.
- Producción - Ángela Meyer y Camille Carrión.
- Empresas Productoras - Tele Once y  Producciones Meca.